# Saltoun Hall

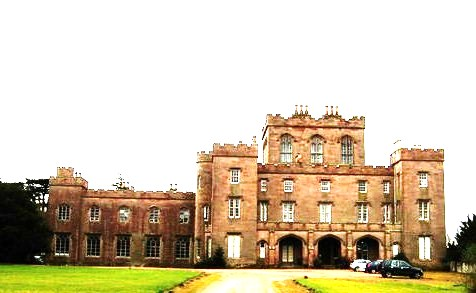
Saltoun Hall

Saltoun Hall ist ein tudorgotisches Herrenhaus etwa einen Kilometer südöstlich der schottischen Ortschaft Pencaitland in der Council Area East Lothian. 1971 wurde das Bauwerk in die schottischen Denkmallisten in der höchsten Kategorie A aufgenommen. Verschiedene zugehörige Bauwerke sind einzeln als Denkmäler klassifiziert. Hervorzuheben sind die Stallungen, die ebenfalls als Kategorie-A-Bauwerk eingestuft sind. Zuletzt sind die umgebenden Parkanlagen im schottischen Register für Landschaftsgärten verzeichnet.

## Geschichte
Die Geschichte der Ländereien von Saltoun geht auf das 12. Jahrhundert zurück. Die einflussreiche Familie de Morville mit dem Familienoberhaupt Hugh de Morville, Lord of Cunningham, in deren Besitz sich das Anwesen zu dieser Zeit befand, ließ dort eine Festung errichten, welche die Keimzelle des heutigen Herrenhauses bildet. Hierbei dürfte es sich um ein Tower House gehandelt haben. Um 1260 erwarb William Abernethy Saltoun und die Festung wurde 1400 Stammsitz der Lords Saltoun. Andrew Fletcher, Lord Innerpeffer erwarb das Anwesen im Jahre 1643.
Im Laufe der Jahrhunderte wurde Saltoun Hall mehrfach umgestaltet und erweitert. Erstmals im 18. Jahrhundert wurden die umgebenden Gärten formal angelegt. Gegen Ende des Jahrhunderts wurde der schottische Architekt Robert Burn mit Arbeiten am Gebäude beauftragt. Im Jahre 1819 begann eine tiefgreifende Bauphase, in welcher das Gebäude sein heutiges Aussehen erhielt. Hierbei wurde durch Ergänzungen und Umgestaltungen auf Basis der Festung ein Herrenhaus geschaffen. Der ausführende Architekt William Burn überarbeitete in diesem Zuge vollständig die älteren Arbeiten seines Vaters Robert. 1970 nutzten die Eigentümer die Stallungen zu Wohnraum um, den sie selbst bewohnen. Saltoun Hall verkauften sie und es wurde ebenfalls in Wohneinheiten unterteilt.

## Stallungen
Die Stallungen befinden sich rund 200 m südöstlich des Herrenhauses. Sie stammen aus dem späten 18. Jahrhundert und wurden möglicherweise von Robert Burn entworfen. Das zweistöckige Bauwerk aus rötlichem Sandstein ist klassizistisch gestaltet. Die elf Achsen weite Frontseite weist nach Norden. Zentral tritt ein Torbogen mit Schlussstein leicht hervor, oberhalb dessen ein Uhrenturm aufragt. Innerhalb des Bogens befindet sich der mit Holz und Pilastern gearbeitete Eingangsbereich, der mit einem Dreiecksgiebel abschließt. In die Eingangstüre sind dekorative Bleiglasfenster unter anderem mit Wappenmotiven eingelassen. Der oktogonale Turm sitzt auf einem quadratischen Fundament. Abwechselnd sind an den Seitenflächen Uhren mit römischen Ziffern und Rundbogenfenster verbaut. Der Turm schließt mit einer Kuppel mit aufsitzender Kugel und Wetterfahne ab. Auch an der Gebäuderückseite findet sich mittig ein Dreiecksgiebel. Die Seitenrisalite, die an der Nordseite nur leicht hervortreten, ragen an der Südseite weit aus der Fassade heraus.